# 17446 Mopaku
17446 Mopaku eller 1990 BC2 är en asteroid i huvudbältet som upptäcktes den 23 januari 1990 av den indiske astronomen Rajgopalan Rajamohan vid Vainu Bappu Observatory. Den är uppkallad efter Venkatachala Moorthy, Arvind Paranjpye och Kamatchiappan Kuppuswamy.
Asteroiden har en diameter på ungefär 5 kilometer och den tillhör asteroidgruppen Vesta.